# Thái Lai
Thái Lai (tiếng Trung:泰来县, Hán Việt: Thái Lai huyện) là một huyện của địa cấp thị Tề Tề Cáp Nhĩ, tỉnh Hắc Long Giang, Cộng hòa Nhân dân Trung Hoa. Huyện này có diện tích 4061 km2, dân số 320.000 người, mã bưu chính 162400, trụ sở chính quyền huyện đóng ở trấn Thái Lai. Về mặt hành chính, Thái Lai được chia thành các đơn vị gồm 10 trấn (Thái Lai, Giang Kiều, Tháp Tử Thành, Bình Dương, Tháp Tử Thành, Đại Hưng, Thang Trì, trấn dân tộc Mông Cổ Giang Kiều, Hòa Bình, Khắc Lợi), 3 hương (Nhai Cơ, Đại Du Thụ, Thác Lực) và 2 hương dân tộc: hương dân tộc Mông Cổ Ninh Khương, hương dân tộc Mông Cổ Thắng Lợi. 